# András Vass
András Vass (Dunaújváros, 24 de abril de 1990) es un deportista húngaro que compite en piragüismo en la modalidad de aguas tranquilas. Ganó tres medallas de bronce en el Campeonato Mundial de Piragüismo, entre los años 2013 y 2015, y una medalla de plata en el Campeonato Europeo de Piragüismo de 2013.
En la modalidad de maratón, obtuvo una medalla de bronce en el Campeonato Europeo de 2009.

## Palmarés internacional

### Piragüismo en aguas tranquilas
| Campeonato Mundial | Campeonato Mundial     | Campeonato Mundial | Campeonato Mundial |
| Año                | Lugar                  | Medalla            | Competición        |
| ------------------ | ---------------------- | ------------------ | ------------------ |
| 2013               | Duisburgo (Alemania)   | Medalla de bronce  | C4 1000 m          |
| 2014               | Moscú (Rusia)          | Medalla de bronce  | C4 1000 m          |
| 2015               | Milán (Italia)         | Medalla de bronce  | C4 1000 m          |
| Campeonato Europeo |                        |                    |                    |
| Año                | Lugar                  | Medalla            | Competición        |
| 2014               | Brandeburgo (Alemania) | Medalla de plata   | C4 1000 m          |

### Piragüismo en maratón
| Campeonato Europeo | Campeonato Europeo | Campeonato Europeo | Campeonato Europeo |
| Año                | Lugar              | Medalla            | Competición        |
| ------------------ | ------------------ | ------------------ | ------------------ |
| 2009               | Ostróda (Polonia)  | Medalla de bronce  | C2                 |